# Zahnfach

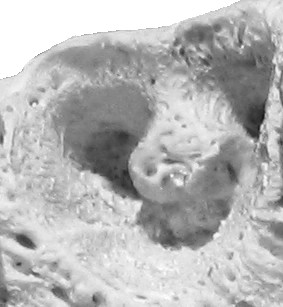
Zahnfach des zweiten Prämolaren im Oberkiefer eines Rindes

Das Zahnfach (auch Alveole, lateinisch Alveolus dentalis) ist eine Vertiefung in den Kieferknochen, in der ein Zahn mit seiner Wurzel steckt.
Der Teil des Kieferknochens, in dem sich Zahnfächer befinden, wird Alveolarfortsatz (Processus alveolaris) genannt. Den Verlauf des Knochenrands nennt man Limbus alveolaris. Zahnfächer kommen sowohl im Oberkiefer (Processus alveolaris maxillae) als auch im Unterkiefer (Processus alveolaris mandibulae) vor.
Die Alveole gehört neben dem Zahnzement, der Wurzelhaut (Periodontium) und dem Zahnfleisch (Gingiva) zum Zahnhalteapparat (Parodontium). Die Verankerung des Zahns im Zahnfach erfolgt durch eine Gomphosis.
Ein Gebiss, bei dem die Zähne auf den Kieferrändern in Zahnfächern verankert sind, wird als thekodont (auch thecodont, lat. theca ‚Kapsel‘, ‚Büchse‘) bezeichnet. Diese Art der Zahnbefestigung tritt vor allem bei Säugetieren und deren Vorfahren, den Synapsida sowie den (fossilen und rezenten) Archosauriern in Erscheinung, z. B. den Krokodilen.